# Станція радіодосліджень (Велика Британія)
Станція радіодосліджень (англ. Radio Research Station) — колишня дослідницька лабораторія уряду Великої Британії, яка існувала в 1924—1979 роках і започаткувала регулярні спостереження за іоносферою за допомогою йонозондів. Знаходилась у Діттон-Парку, поблизу Слау в Беркширі в Англії. Дослідження лабораторії призвели до створення британської радіолокаційної системи Chain Home, яка діяла під час Другої світової війни.

## Історія
Створенню станції передувало утворення Радіодослідної ради, яка була сформована Департаментом наукових і промислових досліджень у 1920 році.
У 1965 році Станцію радіодосліджень було перейменовано на Станцію радіокосмічних досліджень, що відображало її зростаючу роль у космічних дослідженнях. У 1974 році вона була перейменована на Лабораторію Епплтона на честь Едварда Віктора Епплтона, Нобелівського лавреата 1947 року за дослідження йоносфери, який тривалий час співпрацював зі станцією. У 1979 році лабораторія об'єдналася з Лабораторією Резерфорда, утворивши Лабораторію Резерфорда–Епплтона, і протягом наступних трьох років переїхала з Діттон-Парку в Чилтон, Оксфордшир.